# Bristow (Nebraska)
Pour les articles homonymes, voir Bristow.
Bristow est un village du comté de Boyd, dans le Nebraska aux États-Unis. Sa population est de 70 habitants en 2020.

## Histoire
Bristow et la majeure partie du comté de Boyd faisaient partie de la grande Réserve sioux jusqu'à sa réduction en 1889. Après l'ouverture à la colonisation par le président des États-Unis Benjamin Harrison en février 1890, le comté de Boyd est institué par le gouverneur du Nebraska, John Milton Thayer.
Un premier magasin faisant office de bureau de poste est ouvert en 1890 et son propriétaire lui donne le nom de Bristow en honneur de Benjamin Bristow, secrétaire au Trésor des États-Unis durant la présidence d'Ulysses S. Grant,. Le bureau de poste est officiellement créé le 24 novembre 1891 et le village est aménagé en 1902 par la Pioneer Town Site Company avec l'arrivée du chemin de fer. Le village subit deux fortes inondations en 1891 et 1895,. La première école de Brislow en dur est construite en 1913 et le village compte une high school jusqu'en 1960 et son déménagement à Lynch.

## Géographie
Selon le Bureau du recensement des États-Unis , le village a une superficie totale de 0,41 km2, entièrement terrestre.